# Douwe Petrus van Steenwijk
Douwe Petrus van Steenwijk (Holwerd, 25 januari 1784 - Ommen, 16 maart 1867) was een Nederlandse arts en schrijver.

## Leven en werk

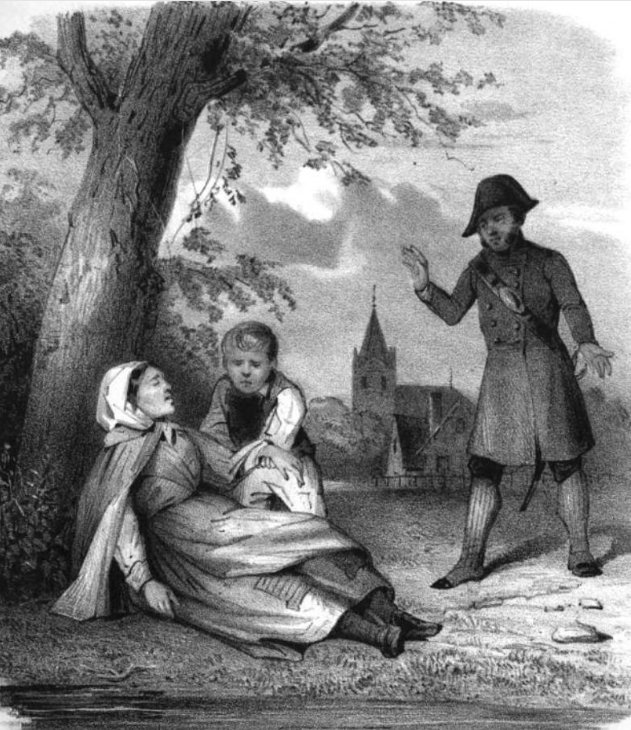
Afbeelding op de titelpagina van "De Vagebond" deel II

Van Steenwijk werd in 1784 in Holwerd geboren als zoon van de predikant Petrus van Steenwijk en Lutske Riemersma. Hij studeerde theologie en medicijnen aan de universiteit van Groningen. Hij raakte aan lager wal en zat meerdere malen gevangen. Na enkele vruchteloze pogingen van de familie om hem te helpen om zijn brood te verdienen als medicus, chirurgijn en vroedmeester werd hij in 1824 in Ommerschans, een kolonie van de Maatschappij van Weldadigheid, geplaatst. Hij werkte zich daar op van kolonist tot ziekenoppasser en werd ingeschakeld bij de gezondheidszorg als assistent heelmeester in de kolonie Ommerschans. Met enige regelmaat trad hij ook op als geneesheer voor de gestichten van de maatschappij en was onder meer belast met de zorg voor patiënten met schurft. Van 1829 tot 1833 was Van Steenwijk officieel heel en vroedmeester in het gesticht Veenhuizen met een jaarsalaris van ƒ 700. In 1829 trouwde hij met de uit Rotterdam afkomstige 19-jarige Adriana Brauckman. Na haar overlijden in 1833 raakte Steenwijk aan de drank en werd hij ontslagen omdat hij al zijn hebben en houden, inclusief zijn boeken en instrumenten had verkocht om aan drank te komen. Meerdere malen hielp hij in beschonken toestand als vroedmeester bij een bevalling. In 1838 werd hij als bedelaar weer in Ommerschans geplaatst. Hij overleed in 1867 op 83-jarige leeftijd in Ommen.
Zijn boek "De Vagebond" werd in 1846 in twee delen gepubliceerd. In zijn inleiding van deel I schreef hij: 
"Ik heb den Vagebond willen teekenen, gelijk ik hem gekend heb, in alle zijne misdadigheid, en mijne bedoeling hiermede was om aan te wijzen, hoezeer de mensch, wanneer hij eenmaal van het regte spoor is afgedwaald, allengkens op het pad van ondeugd en zedeloosheid voortholt, en met elke schrede zijn gewis verderf te gemoet treedt".